# Magnoliidae
Magnoliidae is een botanische naam in de rang van onderklasse. De naam is gevormd vanuit de familienaam Magnoliaceae.
Het Cronquist-systeem (1981) gebruikt deze naam voor een van de zes hoofdgroepen in de tweezaadlobbigen (maar zie hieronder). Cronquist gebruikt de volgende beschrijving:
Planten gewoonlijk vrij archaïsch, de bloemen gewoonlijk met vrije vruchtbladen, altijd met losse bloemdelen of apetaal (zonder bloemdelen) en gewoonlijk met een duidelijk bloemdek (periant), gewoonlijk met veel (soms band- of lintvormige) meeldraden in centripetale volgorde geïnitieerd, pollenkorrels gewoonlijk 2-kernig en vaak met één opening (uniaperturaat) of hiervan afgeleid, zaadknoppen met twee integumenten (bitegmisch) en met een meer dan één cellaag dikke nucellus (crassinucellair), zaden met een zeer klein embryo en veel endosperm, soms met groter embryo en weinig of geen endosperm; zaadlobben (cotyledonen) soms meer dan twee, planten stapelen vaak benzylisoquinoline of aporfine alkaloïden, maar nooit betalaïnen, iridoïde bestanddelen, of mosterdoliën, en zijn zeer zelden rijk aan looistoffen (tannines).
De 22ste druk van Heukels' Flora van Nederland, 1996, volgt ook Cronquist, maar in een licht aangepaste versie, waarbij bijna alles een rang terugezet wordt. De naam Magnoliidae wordt daar gebruikt voor de tweezaadlobbigen. De onderklassen zijn superorden geworden: de Magnoliidae worden daarmee Magnoliiflorae. De 22e druk van de Heukels geeft de volgende onderverdeling.
- superorde Magnoliiflorae
  - orde Aristolochiales
  - orde Illiciales
  - orde Laurales
  - orde Magnoliales
  - orde Nymphaeales
  - orde Papaverales
  - orde Piperales
  - orde Ranunculales

De 23ste druk van de Heukels, 2005, volgt het APG II-systeem (of liever een licht aangepaste versie daarvan) en daarin bestaat deze groep niet. Daar horen veel van de planten in deze groep (maar lang niet alle) tot de "Magnoliiden".